# شامل فليح
شامل فليح (1 يوليو 1940 - 30 نوفمبر 2017) هو لاعب وسط كرة قدم عراقي سابق لعب للعراق بين عامي 1962 و1966. لعب في كأس العرب 1964 وكأس العرب 1966.
توفي شامل فليح إثر نوبة قلبية في 30 تشرين الثاني (نوفمبر) 2017.